# Tibor Kemény
Tibor Kemény (Budapest, 5 de març de 1913 - Budapest, 25 de setembre de 1992) fou un futbolista hongarès. Jugador del Ferencvaros, va formar part de l'equip hongarès a la Copa del Món de 1934, sent convocat en nou ocasions pel combinat nacional. Posteriorment fou entrenador.